# Мосиньо, Хосе Мариано
Хосе Мариано Мосиньо и Лосада Суарес де Фигероа (исп. José Mariano Mociño y Lozada Suárez de Figueroa; 1757—1819) — мексиканский (новоиспанский) ботаник и путешественник.

## Биография
Хосе Мариано Мосиньо родился 24 сентября 1757 года в городе Темаскальпетек на территории современного штата Мехико. Семья у него была бедная, Мосиньо пришлось много работать, чтобы поступить в Тридентскую семинарию Мексики. Там он учился математике, физике, ботанике, химии и философии, в 1778 году окончил семинарию со степенью по последнему предмету. В том же году он женился и переехал жить в Оахаку. В 1784 году Хосе, однако, ушёл от семьи и переехал в Мехико. В 1791 году он был приглашён участвовать в экспедиции М. Сессе, начавшейся ещё в 1787 году. Сессе, Мосиньо и другие ботаники объездили всю Новую Испанию, Хосе Мариано, несмотря на небольшую плату, собрал одну из самых объёмных ботанических коллекций того времени. В 1803 году экспедиция вернулась в Испанию. Мосиньо несколько раз избирался президентом Мадридской Королевской академии медицины. Учёный поддерживал Жозефа Бонапарта, после испано-французской войны он был обвинён в приверженности французскому королю (исп. afrancesado) и был вынужден бежать во Францию. В Монпелье он познакомился с О. П. Декандолем, передал ему часть своих коллекций, которую ему удалось сохранить. Затем Мосиньо переехал в Женеву, где стал профессором ботаники. В 1818 году он вернулся в Испанию. Зрение ботаника стало ухудшаться, 12 июня 1819 года бедный учёный скончался.

## Некоторые научные работы
- Sessé y Lacasta, M.; Mociño, J.M. (1887—1890). Plantae Nouae Hispaniae. 175 p.
- Sessé y Lacasta, M.; Mociño, J.M. (1891—1897). Flora mexicana. 263 p.

## Роды, названные в честь Х. М. Мосиньо
- Mocinna Lag., 1816 [syn.  Calea L., 1763]
- Mocinna Cerv. ex La Llave, 1832, nom. illeg. [syn.  Jarilla Rusby, 1921]
- Mozinna Ortega, 1797 [syn.  Jatropha L., 1753, nom. cons.]

Ботаник и орнитолог Пабло де ла Льяве назвал в честь Хосе Мосиньо птицу Квезаля (Pharomachrus mocinno De la Llave, 1832).